# Lila Avilés

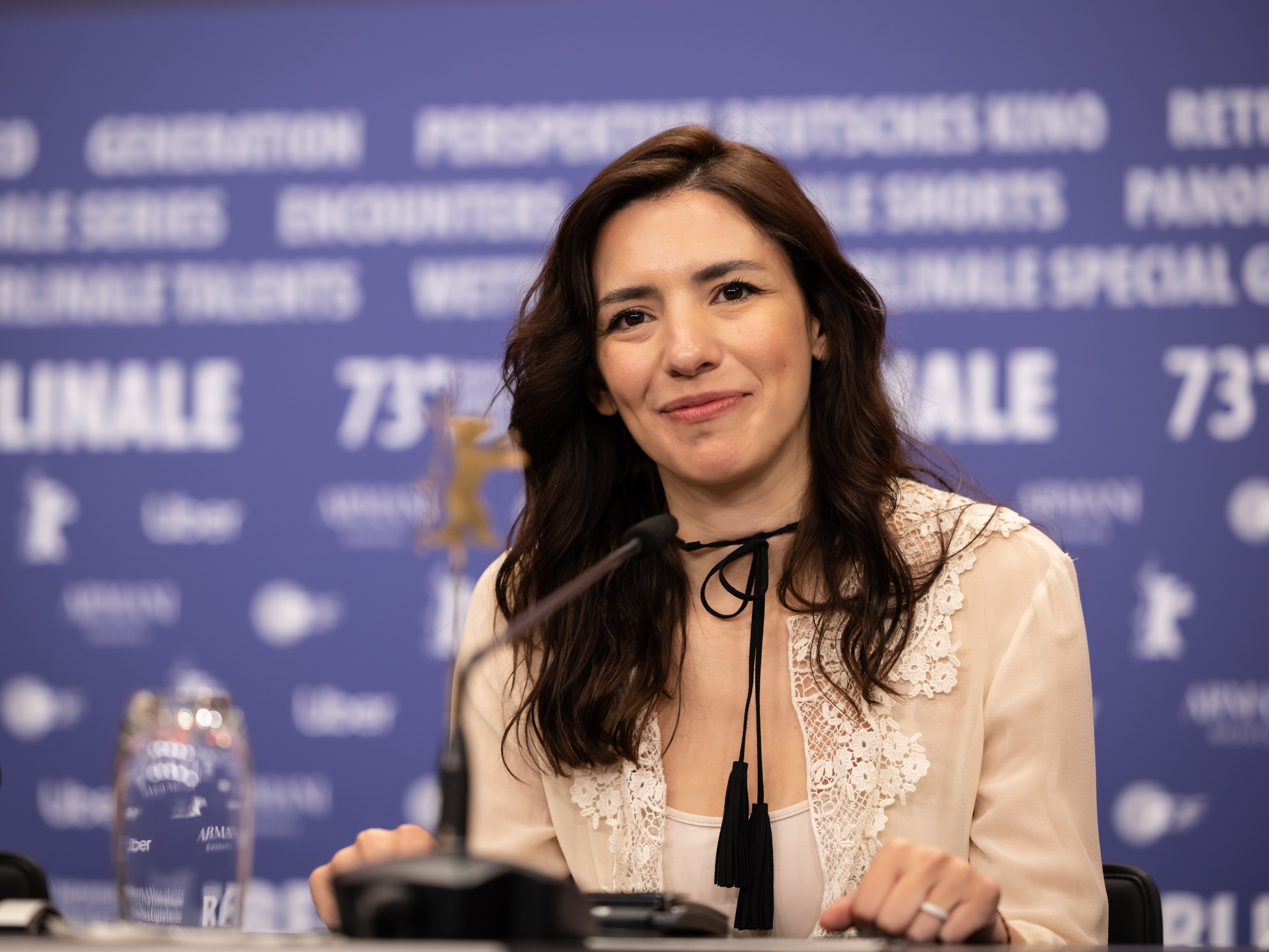
Lila Avilés bei der Berlinale 2023

Lila Avilés Solís (* 1982 in Mexiko-Stadt) ist eine mexikanische Filmregisseurin, Drehbuchautorin und Filmproduzentin. Internationale Bekanntheit erlangte die frühere Schauspielerin durch ihr preisgekröntes Regiedebüt La camarista (2018).

## Leben
Als Kind verbrachte Lila Avilés Solís viel Zeit mit ihrem Onkel in Cuernavaca. Dieser machte sie dank seiner VHS-Sammlung aus Schwarzweißfilmen mit dem mexikanischen Kino vertraut, darunter Werke von Roberto Gavaldón, Rogelio A. González und Ismael Rodríguez. Vor allem begeisterte sie sich für Das Geheimnis des Marcellino (1955) von Ladislao Vajda. Um ihren filmischen Horizont zu erweitern, besuchte Avilés unter anderem Vorstellungen der Cineteca Nacional, der Kinemathek in Mexiko-Stadt. Dort entdeckte sie die Dokumentarfilme Werner Herzogs sowie Lucrecia Martels La Ciénaga – Morast. Das Ansehen des Spielfilms der argentinischen Regisseurin beschrieb sie als „wichtigen und wertvollen Moment“ in ihrem Leben. Ab diesem Zeitpunkt wollte sie selbst Regie führen. Sie hatte ein Schauspielstudium an der Hochschule Casazul in ihrer Geburtsstadt absolviert. Über eine formale Ausbildung als Filmemacherin verfügte sie anfänglich nicht. Später soll sich Avilés im Drehbuchschreiben und Filmemachen fortgebildet haben. Sie zählt neben Herzog und Martel John Cassavetes, Ingmar Bergman, Béla Tarr, Stanley Kubrick und Aki Kaurismäki zu ihren Lieblingsregisseuren.
Neben La Ciénaga – Morast, zählt Avilés Barry Lyndon, Fanny und Alexander, Fitzcarraldo, Love Streams, Nostalghia, Das Salz der Erde, Das Turiner Pferd und Zum Beispiel Balthasar sowie Werke von Aki Kaurismäki (Der Mann ohne Vergangenheit, Wolken ziehen vorüber) und Wong Kar-Wai (In the Mood for Love, Days of Being Wild) zu ihren Lieblingsfilmen.
Avilés ist Mutter einer Tochter. Sie fungierte als Jurymitglied bei verschiedenen Filmfestivals, so beim mexikanischen Morelia International Festival (2019), bei Nespresso Talents (2019), FICUNAM (Mexiko, 2020), beim Lima International Festival (Peru, 2020) und dem Antofacine Festival (Chile, 2020).

## Karriere

### Arbeit als Schauspielerin und Inszenierung erster Kurzfilme
Ab Ende der 2000er-Jahre begann Avilés mit Gastauftritten in mexikanischen Fernsehserien Fuß zu fassen. Einem einheimischen Publikum blieb sie mit der Figur der Sophie, der Schwester von Titelheldin Andrea Ortega Lee in Hugo Rodríguez’ preisgekrönter Komödie Ramona y los escarabajos (2015) in Erinnerung. Auch trat Avilés im Theater auf und kümmerte sich parallel um das Kostümbild und war als Regieassistentin tätig. Dennoch sah sie ihre Karriere-Aussichten als Schauspielerin Erfolg zu haben als begrenzt an: „Die Möglichkeiten für Schauspieler in Mexiko werden auf Stereotypen reduziert. Da war nicht viel Platz zum Bewegen“, so Avilés. Daraufhin begann sie als Autodidaktin erste eigene Kurzfilme zu realisieren. Diese betrachtete sie als „Spiele“ oder „Essays“, um sich mit den technischen Fertigkeiten des Kinos vertraut zu machen. Im Jahr 2016 erreichte ihr Dokumentarfilm La fertilidad de la tierra beim Ecofilm Fest den ersten Platz. Der knapp 15-minütige Streifen stellt den Arzt und Bauern Dieter le Noir auf seiner Ranch Vallo La Paz in den Mittelpunkt. In dem Kurzfilm Nena (2017) setzte Avilés ihre Tante in Szene.

### Erfolg mit SpielfilmdebütLa camarista
Einem internationalen Publikums wurde Avilés durch ihr Spielfilmdebüt La camarista (2018) bekannt. Das Drama stellt das Zimmermädchens Eve (dargestellt von Gabriela Cartol) und ihren beschwerlichen Arbeitsalltag im Luxushotel Presidente Intercontinental in Mexiko-Stadt in den Mittelpunkt. Das dokumentarisch anmutende Werk im Stile der Dardenne-Brüder wurde durch ein Kunstprojekt der Französin Sophie Calle inspiriert, die in den 1980er-Jahren die Abfälle von Gästen eines Hotels in Venedig fotografisch eingefangen hatte. Es war auch Inspirationsquelle für Avilés’ Theaterstück La camarera (2013), das von ihr im selben Hotel inszeniert wurde. Der Film La camarista wurde in 17 Tagen abgedreht, wobei die Nachwuchsregisseurin auf Guido Berenblum, den Tontechniker von Lucrecia Martel zurückgreifen konnte. Die Produktion wurde auf über 80 internationalen Filmfestivals vorgestellt und brachte Avilés Lob seitens der Filmkritik und mehrere Preise ein, darunter 2019 der Premio Ariel für den besten Debütfilm. Auch war La camarista Mexikos offizieller Oscar-Kandidat in der Kategorie Bester fremdsprachiger Film bei der Verleihung 2020, gelangte aber nicht in die engere Auswahl.
Im Jahr 2023 erhielt sie für ihren zweiten Spielfilm Tótem eine Einladung in den Wettbewerb um den Goldenen Bären, den Hauptpreis der Internationalen Filmfestspiele Berlin.

## Filmografie

### Regie
- 2016: La fertilidad de la tierra (Dokumentar-Kurzfilm)
- 2016: Dèjá Vu (Kurzfilm)
- 2017: Nena (Kurzfilm)
- 2018: La camarista
- 2023: Tótem

### Schauspiel
- 2009: El Pantera (Fernsehserie, 3 Folgen)
- 2010: Prófugas del destino (Fernsehserie, 1 Folge)
- 2010: Drenaje Profundo (Fernsehserie, 1 Folge)
- 2012: Caminando las noches (Kurzfilm)
- 2012: Pacientes (Fernsehserie, 2 Folgen)
- 2014: Alicia en el país de María
- 2015: Ramona y los escarabajos
- 2016: Drunk History (Fernsehserie, 2 Folgen)

## Auszeichnungen (Auswahl)
La fertilidad de la tierra
- 2016: Ecofilm Fest – Bester Dokumentarfilm

La camarista
- 2018: Filmfestival Havanna – Spezialpreis der Jury, bester Debütfilm
- 2018: Filmfestival Marrakesch – Preis der Jury
- 2018: Filmfestival Morelia – Bester mexikanischer Spielfilm
- 2019: Premio Ariel – Bester Debütfilm
- 2019: New York Film Critics Online Award – Bestes Regiedebüt
- 2019: Filmfestival Palm Springs – Cine Latino Award, lobende Erwähnung
- 2019: Portland Filmfestival – Bestes Regiedebüt
- 2019: Filmfestival San Francisco – Bestes Regiedebüt
- 2019: World Cinema Amsterdam – Bester Film

Tótem
- 2023: Preis der Ökumenischen Jury, 73. Internationale Filmfestspiele Berlin[8]